# Mount Terr Fallée
Mount Terr Fallée är en kulle i Saint Lucia. Den ligger i kvarteret Castries, i den nordvästra delen av landet. Toppen på Mount Terr Fallée är 41 meter över havet. Mount Terr Fallée ligger på ön Saint Lucia.
Terrängen runt Mount Terr Fallée är kuperad åt sydost, men åt nordväst är den platt. Havet är nära Mount Terr Fallée åt nordväst. Omgivningarna runt Mount Terr Fallée är en mosaik av jordbruksmark och naturlig växtlighet.